# Televisão na Albânia
A televisão na Albânia foi introduzida pela primeira vez em 1960. A RTSH dominou o campo de transmissão da Albânia até meados da década de 1990, período em que as estações de rádio e televisão de propriedade privada começaram a ocupar as vastas frequências albanesas vazias. A transição para a transmissão de DTV está parando.
A Albânia tem actualmente 3 estações de televisão comerciais nacionais, 56 estações locais, 83 estações de cabo locais e dois multiplexes comerciais.
De todas as estações de televisão analógica nacionais existentes, a emissora pública Radio Televizioni Shqiptar (RTSH) tem o maior alcance: o seu sinal cobre 80,5% do território, seguido pelo Top Channel com 79% e a TV Klan por 78%. No entanto, existem também multiplexos digitais, mas eles não são contabilizados nos números do alcance territorial. Pode-se dizer que as outras principais emissoras de TV, sediadas em Tirana, cujo sinal cobre uma parte significativa do território, incluem: Ora News, News 24, Vizion Plus, A1 Report e Radio Televizioni SCAN. Além da Vizion Plus TV e Radio Televizioni SCAN, as outras estações são todas de notícias.
Abaixo está uma lista de emissoras de televisão e emissoras de TV na República da Albânia:

## Canais públicos nacionais
- RTSH 1 HD
- RTSH 2 HD
- RTSH 3 HD
- RTSH Plus
- RTSH Sport HD
- RTSH Muzike
- RTSH Film
- RTSH 24
- RTSH Shqip
- RTSH Kuvend

## Canais privados nacionais
- Vizion Plus (HD)

## Filmes e séries
- HBO
- Fox Life
- Fox Crime
- Comedy Central Extra

## Documentários
- National Geographic HD
- Nat Geo Wild
- Travel Channel HD
- Discovery Channel HD
- Investigation Discovery
- Animal Planet
- Outdoor Channel

## Crianças
- Nick Jr.
- Cartoon Network
- Baby TV

## Esportes
- Eurosport
- Eurosport 2
- Motors TV

## Música
- MTV Europe
- MTV Live HD
- VH1 Classic

## Notícias
- TNT
- BBC World News
- CNN
- Euronews
- Sky News
- DW-TV
- CNBC Europe
- France 24
- Bloomberg TV

## Outros
- Fashion TV
- Entertainment!
- Food Network
- 24Kitchen

## Provedores de canais múltiplos DVB-T2/S2
- RTSH Digital

## Frequência de rede estrangeiro
- TV5Monde Europe
- ANT1 Greece